# Enallagma ebrium
Enallagma ebrium ist eine Kleinlibellenart aus der Familie der Schlanklibellen (Coenagrionidae), die in Kanada und im Norden Nordamerikas weit verbreitet ist und in den nördlichen Breiten sehr häufig werden kann. Das Habitat bilden Seen und Teiche aller Größe, häufig in Waldarealen gelegen und typischerweise umsäumt von dichter Gewässervegetation. Enallagma ebrium ist ein typischer Vertreter der artenreichen Gruppe blau gefärbter Becherjungfern. Sie ist den anderen Mitgliedern der Gattung zum Verwechseln ähnlich, vor allem der ihr auch in den ökologischen Ansprüchen nahezu gleichenden Enallagma hageni. Die Erstbeschreibung der Art erfolgte 1861 durch Hermann August Hagen.

## Merkmale
Enallagma ebrium ist eine typische Schlanklibelle mit einer Körperlänge von 28 bis 34 Millimetern und einer Länge der Hinterflügel von 16 bis 21 Millimetern und gehört damit innerhalb der Gruppe blau gefärbter Becherjungfern eher zu den kleinen Vertretern. Die Männchen haben eine hellblaue Grundfarbe mit tropfenförmigen und ebenfalls blauen Postokularflecken auf der dem Körper zugewandten Seite der Facettenaugen. Diese sind mit der Spitze zueinander ausgerichtet und über eine Linie miteinander verbunden. Die Augen sind oberseits dunkel, so dass sie wie von einer Kappe bedeckt wirken. Auf der Oberseite des Thorax befindet sich ein breiter schwarzer Mittelstreifen mit beidseits leicht schmaleren, hellen Antehumeralstreifen. Die folgenden dunklen Humeralstreifen sind von ähnlicher Breite. Auf den darunterliegenden hellblauen Thoraxseiten befinden sich zwei kurze schwarze Streifen, der obere ist, wie für die Becherjungfern typisch, nur sehr rudimentär oder gar nicht ausgebildet, so dass die Seitenflächen wie ohne Zeichnung wirken. Das lang gestreckte Abdomen ist mit einer schlanklibellentypischen Zeichnung versehen. Am unteren Ende des zweiten Segments befindet sich ein schwarzer Punkt, der bei den meisten Exemplaren mit dem anschließenden kaudal gelegenen Ring verschmilzt. Auch auf den weiteren Segmenten drei bis fünf befinden sich schmale schwarze Ringe, die sich dorsal ausweiten und zu den hinteren Segmenten an Breite zunehmen. Das sechste Segment ist oberseits größtenteils und das siebte überwiegend schwarz. Das achte und neunte Abdominalsegment sind ohne Zeichnung und damit blau, das zehnte oberseits ganz schwarz. Selten kommt es zu Exemplaren mit ausgedehnterer schwarzer Zeichnung der mittleren Abdominalsegmente.
Das Abdomen der Weibchen ist kräftiger gebaut als das der Männchen und oberseits gänzlich mit einer schwarzen torpedoförmigen Zeichnung bedeckt, so dass die Abdominalsegmente jeweils nur am vorderen Rand der Segmente drei bis acht einen hellen Ring zeigen. Vor dem Legebohrer auf dem achten Hinterleibssegment befindet sich ein abstehender Dorn. Die Thoraxzeichnung entspricht der der Männchen. Wie in der Unterfamilie der Ischnurinae nicht ungewöhnlich, treten die Weibchen in verschiedenen Farbvarianten auf. Es gibt eine androchrome, wie die Männchen gefärbte blaue Form, sowie die entweder blassbraun oder grünlich gefärbten heterochromen Formen. Die Augen der Weibchen sind farblich horizontal geteilt, der untere Teil ist bräunlich oder grünlich, der obere braun. Auf dem unteren hellen Teil zeichnet sich meist noch ein dunkler horizontaler Streifen ab.

### Ähnliche Arten
Eine relativ junge evolutionäre Aufsplittung hat in Nordamerika zu einer großen Anzahl teilweise sehr ähnlicher und nur schwer unterscheidbarer Arten geführt. Allerdings werden die Becherjungferngesellschaften häufig nur aus einer Art gebildet, und einmal bestimmt, kann davon ausgegangen werden, dass alle Exemplare dieser Population nur dieser Art angehören. Präferenzen für verschiedene, auf den ersten Blick sehr ähnlich erscheinende Habitattypen scheinen sie zu trennen, wenn auch diese Mechanismen noch nicht vollständig verstanden sind.
Männchen von Enallagma ebrium sind kaum von denen von Enallagma hageni zu unterscheiden, eine Differenzierung kann nur anhand der männlichen Hinterleibsanhänge erfolgen, deren Details eventuell bei Betrachtung aus der Nähe wahrgenommen werden können. Bei E. hageni ist in der Lateralsicht nur ein einziger horizontaler Dorn zu sehen, während sich die Cerci bei E. ebrium in zwei, etwa gleich lange, Auswüchse gabeln.
Auch die Weibchen sind praktisch identisch zu den Weibchen von E. hageni und lassen sich nur anhand der Ausformung des Prothorax und dessen typischer Form des Hinterrandes unterscheiden. Bei E. hageni ist dieser in weiten Teilen nach oben und dabei deutlich über den Thorax aufgewölbt, während die Bereiche bei E. ebrium flach sind.
Ebenfalls nur sehr schwierig von Enallagma ebrium, wie auch von E. hageni, zu unterscheiden sind die sehr ähnlichen Männchen von Enallagma annexum, Enallagma boreale, Enallagma civile und Enallagma vernale. Diese sind jedoch deutlich größer und bis auf E. civile verschmilzt bei diesen, zumindest im Überlappungsgebiet der Verbreitung mit E. ebrium, die pilzförmige Zeichnung des zweiten Abdominalsegments nicht mit dem anschließenden Ring. Weitere gemeinsam vorkommende blaue Schlanklibellen zeichnen sich durch größere Schwarzanteile auf den mittleren Abdominalsegmenten aus. Auch die Weibchen von E. ebrium können mit den Weibchen von Enallagma anna, Enallagma carunculatum, Enallagma civile und Coenagrion resolutum verwechselt werden, die eine ebenfalls komplett schwarze Abdomenoberseite besitzen.

## Verbreitung

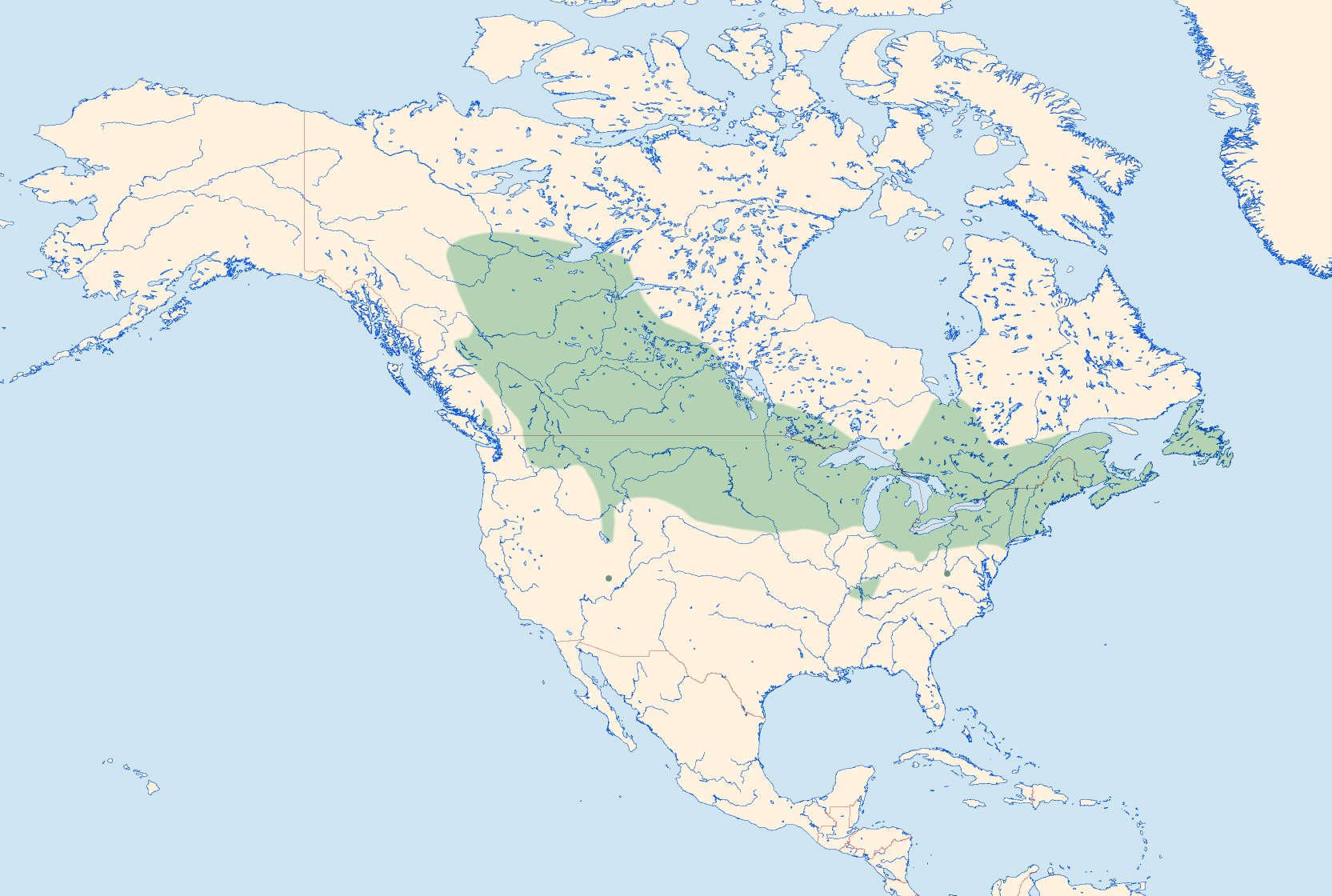
Verbreitung von Enallagma ebrium

Enallagma ebrium ist weit vom Westen Kanadas bis nach Idaho und Wyoming und westlich der Rocky Mountains bis Neufundland, sowie südlich bis Tennessee und West Virginia verbreitet.
Odonatologische Aufzeichnungen von Francis Whitehouse aus dem Jahr 1918 für Alberta, in denen eigentlich nicht schwer aufzufindende Arten wie Enallagma carunculatum, Enallagma clausum und Enallagma hageni und eben auch Enallagma ebrium fehlen, legen nahe, dass diese ihr Territorium in den letzten Dekaden deutlich nach Norden ausgeweitet haben müssen.
Die IUCN stuft Enallagma ebrium als „nicht gefährdet“ (least concern) ein.

## Lebensweise
Enallagma ebrium kann in den nördlichen Breiten sehr häufig werden. Das Habitat bilden Seen und Teiche aller Größe, häufig in Waldarealen gelegen und typischerweise umsäumt von dichter Gewässervegetation. Im Gegensatz zur ähnlichen Enallagma hageni werden Moortümpeln oder andere saure Gewässer meist gemieden.
Die Männchen ruhen, teilweise in sehr großer Anzahl, auf Stängeln der Ufervegetation oder Algenmatten nahe den Gewässern. Untypisch für Becherjungfern bleiben sie in der Deckung der Vegetation und meiden das offene Wasser. Die ersten Paare im Rad erreichen das Fortpflanzungsgewässer gegen Mittag, die Eiablage erfolgt, alleine oder mit angekoppeltem Männchen, in flutende oder submerse Wasserpflanzen. Dabei kann das Weibchen eine Tiefe von mehr als 30 Zentimeter erreichen und im Einzelfall bis zu fünf Stunden unter Wasser verbringen, ohne aufzutauchen. Die Überwinterung der Larven erfolgt in einem der letzten Larvenstadien.
Die Flugzeit der Imagines differiert mit der Verbreitung. Im Nordwesten des Verbreitungsgebietes im Territorium Yukon beginnt sie im Juni und endet schon im Juli, in British Columbia beginnt sie bereits im Mai und reicht bis in den August, wie auch in Alberta und Montana, wo sie jedoch auch erst im Juni beginnt. Im südlicheren Nebraska können Exemplare bis in den September angetroffen werden. In Ontario, Québec und Wisconsin schlüpft E. hageni im Mai, in Nova Scotia, Iowa und Maine ab Juni und fliegt bis in den September, in Ohio sogar bis in den Oktober.

## Namensgebung
Das Artepitheton ebrium (lat.) bedeutet „berauscht“. Da Hermann August Hagen, der die Art 1861 beschrieb, diese nicht lebend beobachtet haben konnte, da er bis dahin noch nie auf dem amerikanischen Kontinent gewesen war, kann nur spekuliert werden, warum er diesen Namen wählte.